# Belleville-en-Caux
Belleville-en-Caux és un municipi francès situat al departament del Sena Marítim i a la regió de Normandia. L'any 2007 tenia 534 habitants.

## Demografia

### Població
El 2007 la població de fet de Belleville-en-Caux era de 534 persones. Hi havia 184 famílies de les quals 23 eren unipersonals (15 homes vivint sols i 8 dones vivint soles), 61 parelles sense fills, 96 parelles amb fills i 4 famílies monoparentals amb fills.
La població ha evolucionat segons el següent gràfic:
Habitants censats

### Habitatges
El 2007 hi havia 196 habitatges, 185 eren l'habitatge principal de la família, 5 eren segones residències i 5 estaven desocupats. 191 eren cases i 4 eren apartaments. Dels 185 habitatges principals, 158 estaven ocupats pels seus propietaris i 27 estaven llogats i ocupats pels llogaters; 11 tenien dues cambres, 20 en tenien tres, 41 en tenien quatre i 113 en tenien cinc o més. 160 habitatges disposaven pel capbaix d'una plaça de pàrquing. A 65 habitatges hi havia un automòbil i a 107 n'hi havia dos o més.

### Piràmide de població
La piràmide de població per edats i sexe el 2009 era:
| Homes | Edats   | Dones |
| ----- | ------- | ----- |
| 0     | 95 o +  | 0     |
| 0     | 90 a 94 | 0     |
| 4     | 85 a 89 | 0     |
| 8     | 80 a 84 | 8     |
| 8     | 75 a 79 | 4     |
| 4     | 70 a 74 | 8     |
| 4     | 65 a 69 | 4     |
| 0     | 60 a 64 | 0     |
| 8     | 55 a 59 | 8     |
| 4     | 50 a 54 | 8     |
| 12    | 45 a 49 | 12    |
| 12    | 40 a 44 | 4     |
| 12    | 35 a 39 | 20    |
| 20    | 30 a 34 | 8     |
| 8     | 25 a 29 | 16    |
| 8     | 20 a 24 | 12    |
| 24    | 15 a 19 | 28    |
| 4     | 10 a 14 | 24    |
| 8     | 5 a 9   | 0     |
| 16    | 0 a 4   | 16    |

## Economia
El 2007 la població en edat de treballar era de 344 persones, 275 eren actives i 69 eren inactives. De les 275 persones actives 262 estaven ocupades (142 homes i 120 dones) i 13 estaven aturades (3 homes i 10 dones). De les 69 persones inactives 16 estaven jubilades, 20 estaven estudiant i 33 estaven classificades com a «altres inactius».

### Ingressos
El 2009 a Belleville-en-Caux hi havia 195 unitats fiscals que integraven 580 persones, la mediana anual d'ingressos fiscals per persona era de 17.997 €.

### Activitats econòmiques
Dels 18 establiments que hi havia el 2007, 1 era d'una empresa extractiva, 1 d'una empresa alimentària, 1 d'una empresa de fabricació d'altres productes industrials, 7 d'empreses de construcció, 2 d'empreses de comerç i reparació d'automòbils, 1 d'una empresa de transport, 1 d'una empresa d'hostatgeria i restauració, 1 d'una empresa financera i 3 d'empreses de serveis.
Dels 6 establiments de servei als particulars que hi havia el 2009, 3 eren paletes, 1 lampisteria, 1 electricista i 1 restaurant.
L'únic establiment comercial que hi havia el 2009 era una adrogueria.
L'any 2000 a Belleville-en-Caux hi havia 8 explotacions agrícoles.

## Equipaments sanitaris i escolars
El 2009 hi havia una escola maternal integrada dins d'un grup escolar amb les comunes properes formant una escola dispersa.

## Poblacions més properes
El següent diagrama mostra les poblacions més properes.